# دژ بالتیت
دژ بالتیت (اردو:  قلعه بلتت) قلعه ای در دره هنزه، در نزدیکی شهر کریم آباد، در منطقه گلگت-بلتستان در شمال پاکستان است. این دژ در سال هشتم میلادی ساخته شده و از سال ۲۰۰۴ در فهرست میراث جهانی یونسکو قرار گرفته‌است.
در گذشته، بقای رژیم فئودالی هنزه توسط قلعه، که مشرف به کریم آباد بود، تأمین می‌شد. پایه‌های این قلعه به ۷۰۰ سال پیش بازمی‌گردد، با بازسازی‌ها و تغییراتی در طول قرن‌ها در قرن شانزدهم، شاهزاده محلی با یک شاهزاده خانم از بلتستان ازدواج کرد که استادان بالتی را برای نوسازی ساختمان به عنوان بخشی از جهیزیه او آوردند.
میرز هانزا قلعه را در سال ۱۹۴۵ رها کرد و به کاخ جدیدی که در پایین تپه قرار دارد منتقل شد. این قلعه شروع به پوسیدگی کرد که باعث نگرانی به خاطر نابودی آن شد. پس از نظرسنجی توسط انجمن سلطنتی جغرافیا لندن، برنامه مرمت توسط برنامه حمایت از شهرهای تاریخی فرهنگی آقاخان اعتماد و پشتیبانی از آن آغاز شد. این برنامه در سال ۱۹۹۶ به پایان رسید و این قلعه اکنون موزه ای است که توسط اداره میراث بالتیت اداره می‌شود.

## پیشینه تاریخی

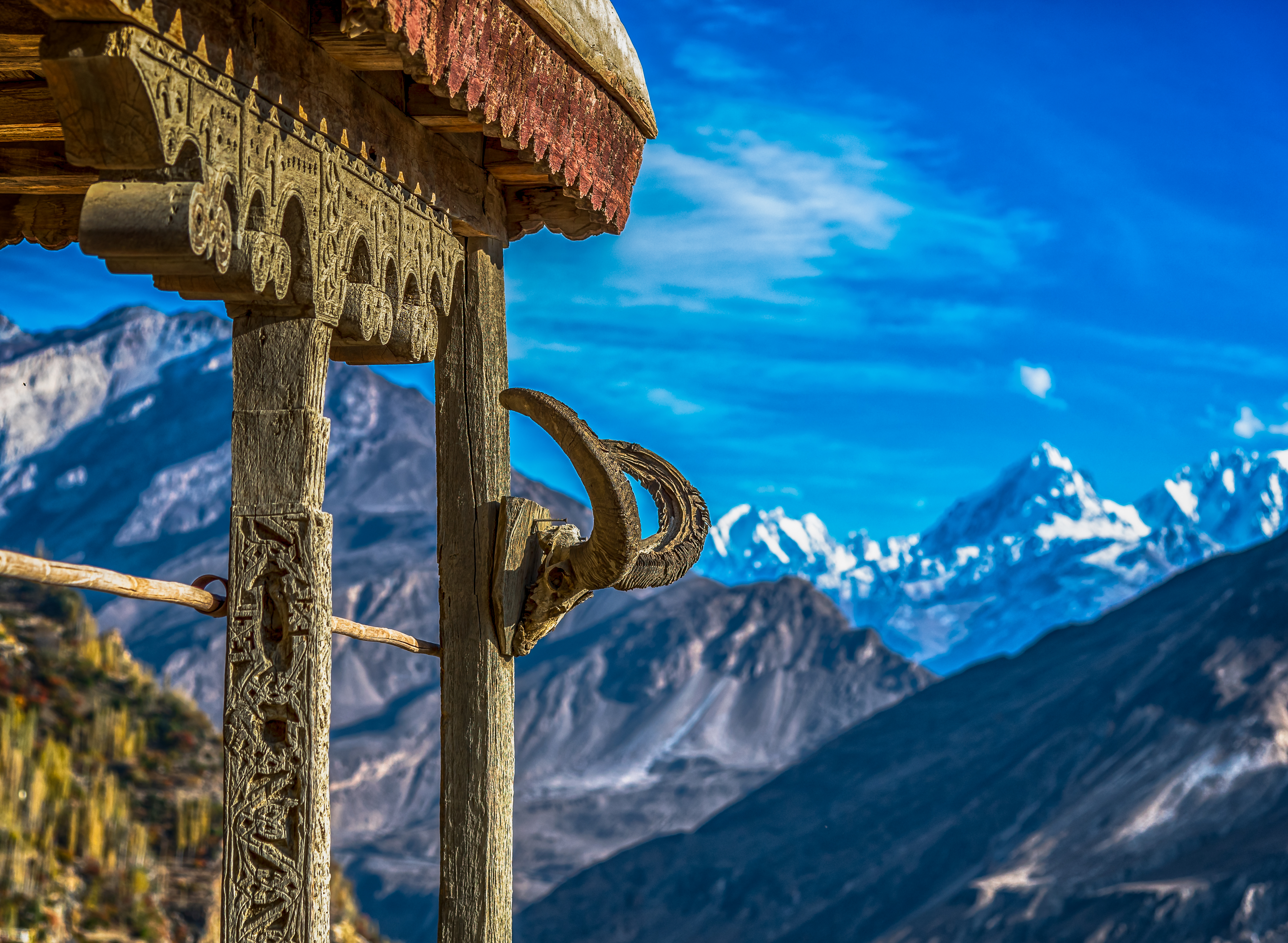
جمجمه‌های ایبکس آویزان شده‌اند تا قلعه را به عنوان صندلی قدرت سلطنتی نشان دهند

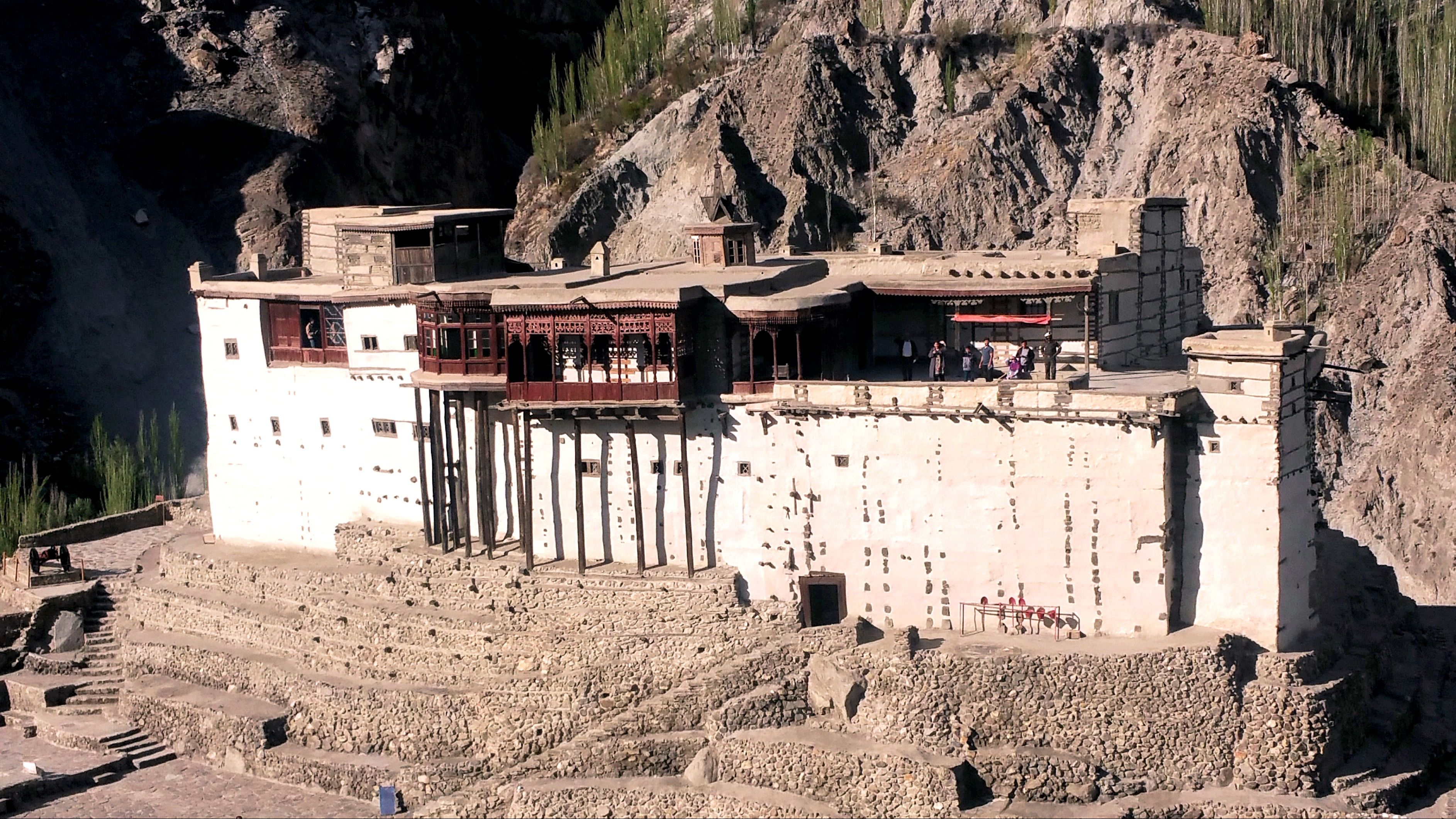
طراحی و طراحی این قلعه تحت تأثیر افراد تبت قرار گرفت.

در گذشته چندین کشور مستقل کوچک بخشی از مناطق شمالی پاکستان را تشکیل می‌دادند. در میان آنها هانزا و نجر کشورهای رقیب سنتی بودند که در طرف مقابل رودخانه هانزا (کنجوت) واقع شده بودند. حاکمان این دو ایالت، میر معروف به ثوم (همچنین ثام، تام یا تامو) برای تقویت قدرت خود، دژهای مختلفی بنا کردند. براساس منابع تاریخی، حاکمان هانزا در ابتدا در نزدیکی قلعه آلتیت سکونت داشتند، اما پس از درگیری بین دو پسر حاکم سلطان، شاه عباس (شاهبوس) و علی خان، شاهبوس به قلعه بالتیت نقل مکان کرد و آن را ساخت و آن را کرسی پایتخت هانزا قرار داد. درگیری قدرت بین این دو برادر سرانجام منجر به کشته شدن برادر جوان تر شد و بدین ترتیب دژ بالتیت به مرکز اصلی قدرت در ایالت هونزا تبدیل شد.
بالتستان با قلمرو لداخ ارتباط بسیار فرهنگی و قومی داشت. جای تعجب نیست که ساختار قلعه بالتیت تحت تأثیر معماری لاداکی / تبت قرار گرفته‌است، و این شباهت چندانی با قصر پوتالا در لهاسا داشته‌است. سپس نوسازی‌ها و تغییراتی در ساختمان طی قرن‌ها توسط فرمانروایان بعدی هانزا صورت گرفته‌است.

## جوایز و شناخت
- ۲۰۰۵ مجله تایم آسیا بایگانی‌شده  در ۷ سپتامبر ۲۰۰۸ توسط Wayback Machine، جایزه بهترین آسیا[۳]
- ۲۰۰۴ یونسکو آسیا و اقیانوس آرام جوایز میراث فرهنگی حفاظت - جایزه تعالی (نگاه کنید به مشخصات)[۴]
- ۲۰۰۰ جایزه گردشگری برای فردا: برنده جهانی[۵][۶]